# Majestætsfornærmelse
Majestætsfornærmelse (også benævnt lèse-majesté eller lese majesty) er en handling af ærekrænkende karakter mod kongen eller den, der med hjemmel i forfatningen fører regeringen; dronningen; enkedronningen eller tronfølgeren.

## Lovgrundlaget i Danmark
Lovgrundlaget for begrebet majestætsfornærmelse står i straffelovens §115:
| Citat | § 115. Begås uden at forholdet falder ind under §§ 112 og 113, nogen af de i kapitlerne 25, 26 og 27 omhandlede forbrydelser mod kongen eller den, der med hjemmel i forfatningen fører regeringen, forhøjes de i de nævnte bestemmelser foreskrevne straffe indtil det dobbelte. Stk. 2. Begås nogen af de nævnte forbrydelser mod dronningen, enkedronningen eller tronfølgeren, kan straffen forhøjes med indtil det halve. | Citat |
|       | |       |

Handlinger, der kan begrunde majestætsfornærmelse, er de samme som de almindelige ærekrænkende handlinger – nemlig efter straffelovens §267:
| Citat | § 267. Den, som krænker en andens ære ved fornærmelige ord eller handlinger eller ved at fremsætte eller udbrede sigtelser for et forhold, der er egnet til at nedsætte den fornærmede i medborgeres agtelse, straffes med bøde eller fængsel indtil 4 måneder. | Citat |
|       | |       |

Majestætsfornærmelse er derfor blot en skærpning af strafferammen for æreskrænkelser.

### Lovens udøvelse
Straffelovens §115 er en meget sjældent anvendt bestemmelse. 
I nyere tid har anklagemyndigheden rejst tiltale efter § 115 mod de tre Greenpeace-aktivister, der narrede sig ind ved Dronningens gallamiddag i forbindelse med FN's klimakonference i København i 2009. De tre aktivister blev dog frifundet for tiltalen om majestætsfornærmelse.
Den sidste registrerede, fuldbyrdede dom for majestætsfornærmelse i Danmark, blev afsagt i 1886:
Den 24. juli 1886 kunne Vardes borgere i venstreavisen, Ribe Amtstidende læse, at manufakturhandler og venstremand, P. Klitgaard-Nielsen, der drev forretning fra Kræmmergade 10, ved byretten i Varde havde fået en dom på tre måneders fængsel for at have fremsat krænkende udtalelser om kong Christian 9. Dommen blev anket til Overretten i Viborg og senere til Højesteret, men begge instanser stadfæstede underrettens dom. P. Klittgaard-Nielsen afsonede dommens fulde længde i celle nr. 3 i det daværende Varde Raadhus.

## Majestætsfornærmelse i Danmark
I antikkens Rom var maiestas (majestæt) udtryk for befolkningens og statens værdighed. Siden overtogs denne definition af kejseren. Betegnelsen vandt også hævd i Tyskland om kejserens person og fra og med 1524 i Danmark om kongen. Straf for forbrydelser imod kongen kendes i 1200-tallets Danmark. Iblandt de mest kendte danske majestætsforbrydelser var dommen over prøjseren Johann Friedrich Struensee, der bragte oplysningstidens frihedsideer til kongehuset: trykkefrihed, pressefrihed m.v. En paladsrevolution frygtedes hvorfor hans modstandere ved hoffet ophidsede Christian 7. imod Struense for majestætsfornærmelse; Struense havde trods alt også delt seng med dronningen, Caroline Mathilde, der forvistes, mens Struense endte på hjul og stejle sammen med Enevold Brandt. Kai Lykke dømtes In effigie for samme forseelse. Kendt i oplysningstiden er også forfatteren og filologen Peter Andreas Heibergs Selskabs-Sang (1790), skrevet til et privatselskab i anledning af kongens fødselsdag. I visen indgår de bevingede ord: Ordner hænger man (kun) paa Idioter, mens de som har Hjærne, ikke behøver Orden og Stjærne. En boghandler offentliggjorde visen og så blev Heiberg siden landsforvist for majestætsfornærmelse sammen med republikaneren Malthe Conrad Bruun.
I vor tid er majestæterne ikke slet så nærtagende. I ungdomsoprørets dage blev blandt andet præsten Harald Søbye indkaldt til retten for anklage om majestætsfornærmelse, da han i 1967 under en demonstration hvori indgik en skov af skilte: "Kongen er en hanrej", "Fri abort til Margrethe" og "Kongen er en Finke", griber førstnævnte skilt i farten da politiet ankom. Sagen blev afvist ved byretten i København. Ole Grünbaum kunne ovenikøbet slippe afsted med at skrive i en bog at "Kongen er idiot". Trykkefriheden resterer efter at den blev genindført efter Enevældens afskaffelse i Danmark. Især den kongehuskritiske avis Ekstra Bladet, har i over 100 år kunnet slippe afsted med at satirisere over Kongehuset, i kraft af at lægge vægten på især karikaturtegning og statistik efter rettidig aktindsigt i officielle budgetter og formodet uofficiel gaveøkonomi hos kongehuset.